# Великокріпинське сільське поселення
Великокріпинське сільське поселення — муніципальне утворення у Родіоново-Несвітайському районі Ростовської області, Росія.
Адміністративний центр поселення — слобода Великокріпинська.
Населення — 3635 осіб (2010 рік).
Великокріпинське поселення розташоване на заході Родіоново-Несвітайського району у долині річки Тузлова та її лівих приток Салатир, Кріпка (у нижній частині долини) та Бирюча.

## Адміністративний устрій
До складу Великокріпинського сільського поселення входять:
- слобода Великокріпинська — 1995 осіб (2010 рік);
- село Греково-Уляновка — 362 особи (2010 рік);
- село Каршенно-Анненка — 193 особи (2010 рік);
- село Чистопілля — 151 особа (2010 рік);
- хутір Виділ — 544 особи (2010 рік);
- хутір Нова Україна — 6 осіб (2010 рік);
- хутір Папчино — 203 особи (2010 рік);
- хутір Персіановка — 29 осіб (2010 рік);
- хутір Поштовий Яр — 152 особи (2010 рік).